# Шехзаде Махмуд (сын Мехмеда III)
Шехзаде́ Махму́д (осман. شہزادہ محمود‎; тур. Şehzade Mahmud; около 1587, Маниса — 7 июня 1603, Стамбул) — османский шехзаде, сын Мехмеда III, казнённый по подозрению в заговоре против отца-султана.

## Биография
Шехзаде Махмуд родился в Манисе приблизительно в 1587 году и был сыном будущего султана Мехмеда III. Согласно версии, высказанной турецким историком Гюнханом Бёрекчи, матерью Махмуда была Халиме-султан, приходившаяся также матерью будущему султану Мустафе I. Однако, другой турецкий историк Феридун Эмеджен, автор статьи о Мехмеде III в «Исламской энциклопедии», ссылаясь на английского посла Генри Лелло, пишет о том, что мать Махмуда была утоплена в Босфоре в 1603 году, тогда как Халиме стала валиде-султан при Мустафе в 1617 году. Историк Энтони Алдерсон в своей работе «Структура Османской династии» также пишет, то мать Махмуда была казнена вместе с самим Махмудом. Однако Алдерсон ошибочно называет Хандан матерью как султана Ахмеда I, так и султана Мустафы I.
Неясно также каким по счёту сыном Мехмеда III был Махмуд и сколько всего у него было братьев и сестёр. Итальянский художник Пьетро Бертелли сообщал, что в 1595—1596 годах у Мехмеда было пятеро сыновей и старшим был Селим. Венецианский посол в Османской империи Леонардо Донато вообще не упоминает Махмуда, называя среди пятерых детей султана Селима, Ахмеда, Сулеймана и двух дочерей от одной матери. В 1595 году, когда Мехмед III взошёл на трон, английский посланник Соломон Уске сообщал о шести или семи детях султана, а старшими сыновьями он называет Селима и Сулеймана. Другой венецианский посол, Франческо Контарини, в своих донесениях за 1602—1604 года называл Махмуда «перворождённым», а английский посланник Генри Лелло в этот период отмечал, что Махмуду было 18 или 19 лет. Венецианский байло в 1595—1600 годах Джироламо Капелло в 1600 году сообщал, что Ахмед — старший из выживших сыновей Мехмеда III, а «Мемет» (вероятно, Махмуд) на год младше Ахмеда. Однако преемник Капелло на посту байло Агостино Нани писал, что Ахмед был на три года старше Махмуда.
В 1592 году Махмуд вместе с братьями приступил к обучению под руководством учителя Мустафы-эфенди, принятого на службу отцом шехзаде. В 1595 года умер дед Махмуда султан Мурад III и отец шехзаде стал новым султаном; шехзаде Махмуд с гаремом отца был перевезён во дворец Топкапы в Стамбуле, где всем заправляла новая валиде Сафие-султан.

### Жизнь в Стамбуле
В Стамбуле Махмуд стал очень популярен среди янычар, что не могло не волновать султана. Кроме того, Махмуд оказался очень инициативным: надеясь развеять опасения своего отца по поводу провинциальных восстаний и наступлений Сефевидов, Махмуд просил отца позволить ему командование армией. Однако Мехмеда III ещё больше беспокоило желание Махмуда покинуть дворец и взять на себя роль шехзаде-воина, тем более что сам султан настолько располнел, что не смог бы вести кампанию. К тому же, Мехмед опасался, что юноша намеревался поднять против него восстание внутри дворца, поскольку у Махмуда были хорошие отношения с обитателями гарема, в том числе и с братом Ахмедом, который, опасаясь за жизнь брата, пытался отговорить Махмуда от попыток возглавить армию. Не складывались отношения у наследника только с матерью султана Сафие, поскольку по прибытии в Стамбул Махмуд обнаружил, что его отец во всём подчиняется ей; этот факт весьма огорчил шехзаде: согласно записям английского посла, Махмуд был расстроен тем, «что его отец находится под властью старой султанши, его бабушки, и государство рушится, так как она ничто не уважает так, как собственное желание получать деньги, о чём часто сокрушается его [Махмуда] мать», которая была «не по душе королеве-матери».
Между тем, в столице распространялись слухи о заговоре с целью отравить Мехмеда и возвести на трон шехзаде Махмуда; между визирями имперского совета состоялась дискуссия о том, кого из сыновей султана назначить наследником престола: одна партия поддерживала Махмуда, другая — его брата Ахмеда. Согласно другому слуху, если бы заговор с целью убийства султана провалился, Махмуд должен был тайно отбыть в провинцию, где он смог бы легко собрать армию и сражаться за трон. Кроме того, в 1603 году слуга Сафие перехватил сообщение, отправленное матери Махмуда религиозным провидцем, который якобы предсказал, что Мехмед III умрёт в течение шести месяцев и ему будет наследовать его старший сын.

### Казнь
Пока эти события происходили в Стамбуле, Мехмед III принял решение о казни Махмуда, считая, что Махмуд и сам желает стать султаном и готовит переворот и убийство отца. В это же время валиде Сафие-султан, не любившая мать Махмуда, велела тщательно следить за ней, поскольку мать наследника ранее предприняла несколько попыток приблизить сына к трону. В конце концов, согласно рассказам Генри Лелло, шехзаде Махмуда два дня пытали фалакой в попытке заставить раскрыть план заговора, однако он ничего не сказал, потому что не знал о действиях своей матери. Мать шехзаде, с другой стороны, во время допроса объяснила, что у неё было лишь предсказание шейха, потому что она задавалась вопросом, взойдёт ли её сын на трон в будущем, и что в документе, отправленном шейхом, содержалась только информация о том, что Махмуд станет султаном, однако не было никакой информации о том, произойдёт это со смертью старого султана или же с его свержением.
Мехмеда не устроили ни слова наложницы, ни слова собственного сына, и султан решил посоветоваться по этому поводу с великим визирем Йемишчи Хасаном-пашой и муфтием. Он потребовал юридического заключения от муфтия Эбюльмеямин Мустафы-эфенди, может ли он казнить своего сына или нет. Муфтий высказал мнение, что он не может совершить казнь без каких-либо свидетельств против шехзаде и что Махмуд может быть казнён только на том основании, что его смерть удовлетворит его отца.
Махмуд был казнён 7 июня 1603 года четырьмя глухонемыми палачами в своих покоях в гареме, в то время как Мехмед III ждал снаружи. После того, как его приказ был выполнен, султан вошёл в комнату, чтобы убедиться, что Махмуд мёртв. Как пишет Феридун Эмеджен, его мать и около тридцати его слуг брошены в море в тот же день. Однако, Гюнхан Бёрекчи пишет, что к концу июня мать Махмуда отправили в Старый дворец.
Посмертно Махмуд получил славу храброго и амбициозного юноши и был отнесён современниками к категории тех шехзаде, которых очень любили янычары и которые были готовы взойти на трон, но не сделали этого.
После смерти Махмуда у Мехмеда осталось только два сына — будущие султаны Ахмед I и Мустафа I. Сам султан Мехмед умер 22 декабря — всего через шесть с половиной месяцев после казни сына. По слухам, причиной смерти Мехмеда стало беспокойство, вызванное смертью Махмуда. Шехзаде Ахмед, симпатизировавший брату, взошёл на трон, и перезахоронил тело Махмуда в мечети Шехзаде в Стамбуле. Ахмед также выслал Сафие-султан в Старый дворец, а также заменил главу чёрных евнухов из-за его причастности к казни Махмуда.

## В культуре
В турецком телесериале «Великолепный век: Кёсем Султан» роль шехзаде Махмуда исполнили Барыш Мерт Кылыч и Барыш Джанкуртаран.